# Sargoth
Sargoth var ett svenskt black metal-band, bildat 1994 i Sundsvall av Patrik Johansson och Fredrik Sundin.  Bandets debutalbum Lay Eden in Ashes gavs ut 1998. Gruppens senast kända aktivitet var under 2002.

## Historia
Sargoth bildades i januari 1994 av gitarristen Patrik Johansson och sångaren Fredrik Sundin. Trummisen Michael Nyström, basisten Johan Kempe och gitarristen Roger Lagerlund anslöt snart till bandet. Lagerlund och Kempe lämnade dock snart bandet igen och gitarrist Christian Rehn (Angtoria, Evergrey) rekryterades. En sexspårs demo, Mörkrets Anlete, producerad av Leif Person, spelades in våren 1995 i studion Mysak och gavs ut samma år. Sommaren 1996 lämnade Michael Nyström bandet och den tidigare gitarristen Lagerlund återkom, nu som trummis. 
Debutalbumet Lay Eden in Ashes spelades in i Dug Out Studios i Uppsala och mixades av Daniel Bergstrand (som även producerat bland andra Behemoth, Meshuggah och In Flames). Albumet gavs ut 1998 av Black Diamond Productions och året därpå i Japan av Avalon Records. På den japanska utgåva förekommer de två bonusspåren "Under Lucifers Banner" och "Into Darker Domains". Christian Rehn lämnade bandet efter debuten för att koncentrera sig på andra åtaganden. Basisten Kent Hofling blev fullvärdig medlem och strax efter blev Olle Jansson bandets andre gitarrist. Ett planerat andra album, Under Lucifers Banner blev aldrig utgivet och bandet är nu splittrat.

## Medlemmar
Senast kända uppsättning
- Fredrik Sundin – sång (1994–2002?)
- Patrik Johansson – gitarr (1994–2002?)
- Roger Lagerlund – rytmgitarr (1994–1995), trummor (1996–2002?)
- Kent Hofling – basgitarr (1999–2002?)
- Olle Jansson – gitarr (1999–2002?)

Tidigare medlemmar
- Fredrik Högberg – basgitarr
- Johan Kempe – basgitarr (1994)
- Michael Nyström – trummor (1994–1996)
- Christian Rehn – gitarr (1995–1998)

## Diskografi

### Mörkrets Anlete (demo) 1995

#### Låtlista
1. Qaa a Babalon (Intro)
2. Ur Vinterns Kyla
3. Barn av Natt
4. Christian Blood
5. Mörkrets Anlete
6. Bial a Ors (Outro)

### Lay Eden in Ashes (album) 1998

#### Låtlista
1. Inferno I (Intro) 00:33
2. Crowned With Victory 05:12
3. Wrath of The Undead 05:14
4. Evil Dawn 05:05
5. Path of Sin 03:08
6. Mot Ovigd Jord Skolen de Vandra 04:26
7. Without Devotion of God 04:58
8. Prologue To Lay Eden In Ashes 01:02
9. Lay Eden In Ashes 05:19
10. Inferno II (Outro)

- Under Lucifers Banner (bonusspår på Japanutgåvan)
- Into Darker Domains (bonusspår på Japanutgåvan)

Total speltid 35:38